# 박용해
박용해는 전(前) 대한민국의 실업야구 선수이다.
대구상업고등학교(現대구상원고등학교)출신 1966년 이영민 타격상의 수상자이기도 하다.
한일은행 야구단에서 실업야구선수를 하였으며, 많은 프로 야구 선수들의 선배이기도 하다( 이만수, 안지만, 양준혁 등)
프로야구와는 시대가 달라서, 프로야구 무대에서는 활동을 하지 못 했다.